# 19. Grenadier-Division
La 19. Grenadier-Division (19ª divisione granatieri) fu una delle molte divisioni di volksgrenadier (l'unità fu infatti rinominata 19. Volksgrenadier-Division nell'ottobre del 1944) arruolate in Germania verso la fine della seconda guerra mondiale, quando, nel disperato tentativo di capovolgere le sorti del conflitto, vennero coscritti uomini sempre più giovani e sempre più vecchi, insieme a feriti tornati in condizioni di combattere e soldati momentaneamente privi di assegnamento. Gli ufficiali erano comunque veterani esperti di guerra, mentre l'equipaggiamento era più a carattere difensivo che offensivo.
Creata dalla 19. Luftwaffen-Stürm-Division, si trovava nell'agosto 1944 in Danimarca per poi essere trasferita un mese dopo in Francia dove rimase sino al gennaio 1945, quindì arretrò nel sud della Germania fino alla capitolazione, avvenuta nel maggio del 1945.

## Comandanti
19. Grenadier-Division
| Nome           | Grado           | Inizio      | Fine           |
| Otto Elfeldt   | Generalleutnant | agosto 1944 | agosto 1944    |
| Walter Wißmath | Generalleutnant | agosto 1944 | 9 ottobre 1944 |

19. Volksgrenadier-Division
| Nome               | Grado           | Inizio           | Fine           |
| Walter Wißmath     | Generalleutnant | 9 ottobre 1944   | febbraio 1945  |
| Karl Britzelmayr   | Generalmajor    | 23 novembre 1944 | 19 marzo 1945  |
| Heinz Querengässer | Oberstleutnant  | 20 marzo 1945    | 20 marzo 1945  |
| Karl Britzelmayr   | Generalmajor    | 21 marzo 1945    | 30 aprile 1945 |